# Hanna (Wyoming)
Hanna è un centro abitato (town) degli Stati Uniti d'America, situato nella Contea di Carbon dello Stato del Wyoming. Nel censimento del 2000 la popolazione era di 873 abitanti.

## Geografia fisica
Secondo i rilevamenti dell'United States Census Bureau, la località di Hanna si estende su una superficie di 5,3 km², tutti occupati da terre.

## Popolazione
Secondo il censimento del 2000, a Hanna vivevano 873 persone, ed erano presenti 245 gruppi familiari. La densità di popolazione era di 165 ab./km². Nel territorio comunale si trovavano 514 unità edificate. Per quanto riguarda la composizione etnica degli abitanti, il 95,53% era bianco, lo 0,23% era afroamericano, lo 0,11% proveniva dall'Asia, l'1,60% apparteneva ad altre razze e il 2,52% apparteneva a due o più razze. La popolazione di ogni razza ispanica corrispondeva al 5,50% degli abitanti.
Per quanto riguarda la suddivisione della popolazione in fasce d'età, il 25,7% era al di sotto dei 18, il 6,0% fra i 18 e i 24, il 23,6% fra i 25 e i 44, il 30,1% fra i 45 e i 64, mentre infine il 14,7% era al di sopra dei 65 anni di età. L'età media della popolazione era di 42 anni. Per ogni 100 donne residenti vivevano 105,9 maschi.